# Georg Buschner
Georg Buschner (Gera, 1925. december 26. – Jéna, 2007. február 12.) olimpiai bajnok német labdarúgóedző, korábbi keletnémet válogatott labdarúgó.
Az NDK válogatottjának szövetségi kapitánya volt 1970 és 1981 között.
Az NDK-t irányító kapitányok közül a legsikeresebb volt. Az 1972. évi nyári olimpiai játékokon bronz, négy évvel később 1976-ban aranyéremig juttatta a válogatottat.
Az ő nevéhez fűződik a keletnémet csapat egyetlen világbajnoki szereplése, amelyre 1974-ben került sor.

## Sikerei, díjai

### Edzőként
Carl Zeiss Jena
- Keletnémet bajnok (3): 1962–63, 1967–68, 1969–70
- Keletnémet kupa (1): 1959–60

NDK
- Olimpiai bajnok (1): 1976
- Olimpiai bronzérmes (1): 1972